# سه دوران
سه دوران (انگلیسی: Three Times؛ چینی: 最好的時光) یک فیلم تایوانی به کارگردانی هو شیائو-شین است که در سال ۲۰۰۵ منتشر شد و در جشنواره فیلم کن ۲۰۰۵ نامرد دریافت نخل طلا گردید. این فیلم همچنین در سال ۲۰۰۶ جایزهٔ اصلی بهترین فیلم جشنواره بین‌المللی فیلم زردآلوی طلایی ایروان را به‌دست‌آورد. در سال ۲۰۱۷ میلادی، نیویورک تایمز آنرا در فهرست ۲۵ فیلم برتر قرن بیست‌ویکم قرار دارد.